# Butler County (Kansas)
Butler County is een county in de Amerikaanse staat Kansas en vernoemd naar Andrew Butler (1796–1857), senator voor South Carolina en medeopsteller van de Kansas-Nebraska Act.
De county heeft een landoppervlakte van 3.698 km² en is daarmee de grootste county in Kansas. Het grootste meer in Butler is El Dorado Lake, een 32 km² groot reservoir dat in 1981 gereed kwam.
Butler telt 59.482 inwoners (volkstelling 2000). De hoofdplaats is El Dorado.